# Pray (singel Grave Digger)
Pray jest siódmym singlem w dorobku niemieckiej grupy heavymetalowej Grave Digger.

## Lista utworów
1. Pray (Extended Version) - 4:01
2. Overkill (cover Motorhead) - 4:33
3. My Blood Will Live Forever - 4:02
4. When the Sun Goes Down - 3:51

## Twórcy
- Chris Boltendahl - śpiew
- Manni Schmidt - gitara
- Thilo Herrmann - gitara
- Jens Becker - gitara basowa
- Stefan Arnold - perkusja
- Hans Peter Katzenburg - instrumenty klawiszowe